# Mexicaans-Surinaamse betrekkingen
Mexicaans-Surinaamse betrekkingen verwijzen naar de huidige en historische betrekkingen tussen Mexico en Suriname. 
Beide landen zijn lid van de Associatie van Caribische Staten, de Gemeenschap van Latijns-Amerikaanse en Caribische Staten, de Organisatie van Amerikaanse Staten en de Verenigde Naties.

## Onderlinge relaties
In 2017 bedroeg de wederzijdse handel tussen Mexico en Suriname 8,1 miljoen USD. De belangrijkste exportproducten van Mexico naar Suriname zijn: papier, producten op basis van melk, auto-onderdelen en tequila. De belangrijkste exportproducten van Suriname naar Mexico zijn computerconnectoren.
Op 10 mei 2024 werd in het guesthouse van de AdeKUS een Mexicaans filmfestival gehouden met het doel om de samenwerking op cultureel gebied te bevorderen. Het filmfestival werd gezamenlijk georganiseerd door de faculteit voor Humaniora en de Mexicaanse ambassade in Trinidad en Tobago.

### Diplomatiek
Mexico en Suriname knoopten direct na de Surinaamse onafhankelijkheid in 1975 diplomatieke betrekkingen met elkaar aan. In 1982 opende Suriname een ambassade in Mexico-Stad, maar sloot deze in 1986 weer om financiële redenen. Sindsdien bevindt de Surinaamse ambassadeur voor Mexico zich in de ambassade in Washington D.C.
Mexico heeft geen ambassade in Paramaribo gehad, maar heeft daar wel een honorair consulaat. De Mexicaanse ambassade voor Suriname staat in Port of Spain (Trinidad en Tobago).
In 2012 ondertekenden Mexico en Suriname een overeenkomst inzake wetenschappelijke en technische samenwerking. Datzelfde jaar tekenden beide landen ook een overeenkomst voor samenwerking in de landbouw en om Surinaamse diplomaten op te leiden in de Spaanse taal. Elk jaar verstrekt Mexico overheidsbeurzen aan Surinaamse studenten om Spaans te leren en/of een masteropleiding te volgen in Mexico. Het werd ondersteund door het ministerie van BIBIS.

### Presidentiële ontmoetingen
In 2002 bracht de Surinaamse president Ronald Venetiaan een bezoek aan de stad Monterrey voor een internationale bijeenkomst. Daar ontmoette hij tevens de Mexicaanse president Vicente Fox. In april 2012 bezocht de Surinaamse president Desi Bouterse Puerto Vallarta voor het bezoek aan een top van het Wereld Economisch Forum over Latijns-Amerika. Deze werd georganiseerd door de Mexicaanse president Felipe Calderón.  Felipe Calderón en Desi Bouterse ontmoeten elkaar opnieuw tijdens de top van de Caricom in Barbados.